# La edad de oro (película)
La edad de oro (título original en francés: L'âge d'or) es una película francesa surrealista  de 1930 dirigida por el cineasta Luis Buñuel con guion suyo y de Salvador Dalí.
El hecho de que esta segunda película fuera escrita y rodada una vez que Buñuel formaba parte ya del grupo surrealista de París es un dato realmente importante para contextualizarla como obra surrealista y poder apreciar plenamente todo su valor.
Y es surrealista no solo en la forma externa, sino en las diferentes escenas, en las imágenes impactantes que sobresaltan a los espectadores o en las arriesgadas asociaciones y metáforas. Es, además y esencialmente, una manifestación surrealista en su contenido, en el fondo, en la medida en que relata una historia de amor pasional que trata de romper las barreras que se le imponen, los límites. Asimismo, hay un trasfondo de rebelión, revolución y cuestionamiento de las normas morales y sociales muy evidente.
Son estos dos los hilos argumentales esencialmente surrealistas en la cinta, con algunos añadidos quizá no tan evidentes.

## Contexto de la película
Luis Buñuel vivía desde 1925 en París, donde realizaba diversas actividades en ámbitos culturales y artísticos muy variados. El año anterior, fruto de una intensa y muy productiva semana de trabajo con Salvador Dalí en Figueras y con el dinero que le había dado su madre, rodó Un perro andaluz, inolvidable película que, con el tiempo, revolucionaría por completo la industria y el concepto de cine.
Ninguno de los dos, ni Dalí ni Buñuel, tuvo en ningún momento la idea de hacer esta película con el ambicioso propósito de cambiar las raíces del cine. Nada más lejos de su intención, que no pasaba de hacer algo nuevo, diferente, artístico en todo caso, muestra de su rico mundo interior, su imaginación, sus obsesiones y sueños. Hay que decir también que tampoco pensaban hacer una película surrealista como tal, pues, si bien conocían el movimiento a través de conferencias en la Residencia de Estudiantes y de lo que Buñuel oía sobre ellos en París, ninguno de los dos pretendía en ese momento producir una obra de arte surrealista ni mucho menos pertenecer al grupo, como meses después sucedería. En cualquier caso y, fueran las que fueran sus intenciones iniciales, el resultado fue realmente surrealista.
Una vez rodada, Buñuel consiguió que se proyectara en el Studio des Ursulines, donde la vieron, entre otros, Man Ray y Louis Aragon; impresionados, decidieron promoverla porque la consideraron una obra realmente surrealista.
Ray y Aragon hablaron con tanta admiración de Buñuel y de su película al resto de los miembros del grupo surrealista que Buñuel fue invitado a una reunión al café Cyrano y fue inmediatamente admitido en el grupo. Como se puede comprobar, fue el arte de Buñuel, carente de todo nombre o etiqueta aún, lo que le permitió convertirse y convertir sus obras posteriores en surrealistas.
El caso es que Un perro andaluz tuvo verdadero éxito, pese a lo provocativa y polémica que era y sigue siendo aún hoy, lo cual le dio a Buñuel no solo dinero o fama, sino la motivación necesaria para seguir haciendo cine.
Sin embargo, financiar una película era verdaderamente costoso, así que Buñuel renunció relativamente pronto a esta idea de continuar con el cine, a pesar de lo cual seguía apuntando las ideas, gags, argumentos... que se le ocurrían. Un día, Georges-Henri Rivière le presentó a los vizcondes de Noailles, que estaban verdaderamente interesados en él a raíz de haberse visto agradablemente impresionados por la película de Buñuel. Éste se mostró reticente en un principio por tratarse de aristócratas, clase social a la que abiertamente despreciaba, pero Rivière lo convenció, y acudió Buñuel a una cena a casa de estos en Hyéres.
Los planes de los Noailles eran darle dinero y libertad total a Buñuel para hacer una película, con la única condición de que la música fuera de Igor Stravinsky. Buñuel rechazó la idea, pese a lo cual la oferta de hacer la película siguió en pie. Entonces, Buñuel decidió ir a Cadaqués a visitar a Dalí y tratar de trabajar con él, como un año antes había hecho para Un perro andaluz. Esta vez no funcionó el entendimiento de antaño y, decepcionado, Buñuel regresó a París. Escribió el guion en la mansión de los Noailles de Hyères. Escribía durante el día y por las noches les leía los avances hechos y ellos aceptaban todo complacidos.
Una vez escrito el guion, buscó el equipo necesario: los actores Gaston Modot y Lya Lys para representar los personajes principales, Duverger como operador de cámara (con cuyo trabajo para la película anterior Buñuel había quedado muy satisfecho)... y escogió la música (fue la segunda o tercera película sonora rodada en Francia). Aun aceptó alguna propuesta que Dalí le envió por carta (como la escena en Roma en la que aparece un hombre que lleva una piedra en la cabeza, paseando por delante de una estatua que tiene la misma piedra en la cabeza), motivo por el cual su nombre aparece en los créditos del film.
Además, la que entonces era su novia y se convertiría después en su mujer, Jeanne Rucar, era la contable y, gracias a su sensatez, el rodaje fue mucho más serio que el de su anterior película.
Una vez rodada y montada La edad de oro, con novedades tales como la voz en off, utilizada por primera vez en el cine y con un uso muy explotado posteriormente, el del monólogo interior, se preparó una proyección privada en casa de los Noailles, a la que asistieron miembros del grupo surrealista y algunos amigos más. Días más tarde, organizaron una proyección privada en el cine Pantheon, a las diez de la mañana, de la que la gente salió indignada y que acarreó muchos problemas a los Noailles. Así, Luis Buñuel escribió en sus memorias: 

Marie-Laure y Charles recibían a los invitados en la puerta, les estrechaban la mano sonriendo y a algunos hasta los besaban. Después de la sesión, volvieron a situarse en la puerta, para despedir a los invitados y recoger sus impresiones. Pero los invitados se marchaban deprisa, muy serios, sin decir una palabra. Al día siguiente, Charles de Noailles fue expulsado del Jockey Club. Su madre tuvo que hacer un viaje a Roma para intentar parlamentar con el Papa, ya que incluso se hablaba de excomunión.

A pesar de todo esto, estuvo seis días a sala llena en Studio 28, hasta que fue prohibida por la policía, debido a las presiones de grupos conservadores de extrema derecha, los Camelots du Roi y los Jeunesses Patriotiques, los mismos que destrozaron la sala durante una de las proyecciones. Dicha prohibición duró hasta 1980 en Nueva York y 1981 en París. En España, con el estallido de la Guerra Civil, se perdió la cinta.
Quizá contribuya todo esto a hacer de la película casi un objeto de culto, una obra muy preciada, no solo por el valor indudable que en sí misma tiene.

## Contenido
Acerca del tema de la película, Buñuel escribió: "L'Âge d'Or es también —y sobre todo— una película de amour fou (amor loco), de un impulso irresistible que, en cualesquiera circunstancias, empuja el uno hacia el otro a un hombre y una mujer que nunca pueden unirse."
Se trata, pues, de la rebelión de dos amantes que se niegan a que su amor, pasional y sujeto sólo a sus propias normas, tenga que ser extinguido debido a los prejuicios y preceptos morales y sociales tradicionales. Teniendo en cuenta que sería esta la línea argumentativa de la película, podemos incluso considerarla como una metáfora del propio grupo surrealista, de su manera de entender la vida y las relaciones humanas, de la necesidad de ser coherente con los principios morales propios, pese a las normas de conducta convencionales: la jerarquía civil, el clero, las normas de conducta, el poder de la aristocracia, la buena educación, el equilibrio, la mesura de los instintos propios, el autocontrol y, en definitiva, el predominio de lo racional sobre lo instintivo, en todos los aspectos de la vida de la persona.
Las dos líneas temáticas principales son, entonces, el amor y el deseo (con toda la carga de sensualidad, sexualidad y frustración que implican) y, por otra parte, los intentos de estos dos amantes de volver a la edad de oro (se ve, pues, que el título de la película recoge uno de los principales temas de los que trata), es decir, de acabar con la sociedad burguesa asentada sobre los pilares tradicionales de la jerarquía social y el clero y que impide al individuo ser él mismo.
También hay otros subtemas:
La violenciaEn diferentes contextos, tanto los absurdos (suicidio del ministro del Interior cayendo contra el techo), como otros en los que, tradicionalmente, no está justificada (guardabosques que mata a su hijo porque le ha apagado el cigarrillo) o con una intención de mero choque en el espectador (Gaston Modot golpea a un ciego que quiere tomar el mismo taxi que él en Roma). Liberar estos instintos es parte también del programa surrealista, como sabemos, y ellos mismos lo ponían en práctica en sus vidas en distintas situaciones.
La Iglesia/el cleroAparece cuestionada en cuanto a su organización jerárquica (fundación de Roma sobre la represión del deseo de los dos amantes en la isla, según la interpretación de Agustín Sánchez Vidal) y a su poder represor. Pero no se puede decir que se trate de un “anticlericalismo feroz” de Buñuel, como decía Dalí, sino más bien una revisión sutil y humanizadora de una institución demasiado corrompida por siglos de costumbres, ritos y tradiciones.
La decadencia y la putrefacciónNo tanto como un medio plástico utilizado para provocar reacciones entre el público sino, sobre todo, como un icono, una simbología cargada de significado entre los surrealistas. Pero vemos esta decadencia no solo en las imágenes de excrementos o mutilaciones, sino también en los convencionalismos sociales sin sentido en la fiesta aristocrática o en los edificios de Roma que se derrumban, como símbolo de una civilización que ya no se tiene en pie.
SadePersonaje verdaderamente influyente en todos los surrealistas, a quien leían con devoción y cuyos principios de liberación sexual encajaban a la perfección con las ideas que tenían los surrealistas al respecto. Buñuel reserva para él el final de la película, separándolo acaso del resto, como si fuera el veneno que los escorpiones tienen al final de la cola, segmentada, como la película, en seis partes. De este modo, no es presentado como un símbolo más, como una imagen, sino casi como una metáfora del veneno que los mismos surrealistas encerraban para la sociedad que les rodea. Provocativa es la identificación de Sade con la imagen clásica de Cristo con barba y túnica. Quizá pretende Buñuel demostrar así que Cristo también era humano y, cómo no, provocar al espectador una vez más, remover los cimientos de la educación europea cristiana tradicional.
Dificultad de comunicación entre los seres humanosTema realmente constante en la historia de todas las artes de todos los tiempos y que preocupaba especialmente a Buñuel. El ser humano no es capaz de hacerse entender correctamente por otros, de que se le escuche y se le comprenda, no solo a niveles profundos, como en una pareja (la que forman Lya Lys y Gaston Modot), sino incluso en situaciones más sencillas de la vida. Por poner un ejemplo, Gaston Modot sólo se libra de los policías que le llevan preso por las calles de Roma al enseñarles el certificado oficial pero sus palabras no habían servido antes de nada. En este sentido, muchos de los surrealistas tenían también esta misma preocupación e intentaban plasmarla en sus diferentes piezas de arte.
Humor/absurdoIngrediente imprescindible en toda creación surrealista. En L'âge d'or hay constantes ejemplos de ello. La mayor parte son juegos formales, pero algunos, como el paso del carro lleno de campesinos que beben vino por la fiesta aristocrática sin que nadie les preste atención, revelan el absurdo de las situaciones que habitualmente están tan codificadas que ya ni nos sorprendemos cuando a nuestro alrededor suceden cosas así.
Con estos ejemplos de temas o contenidos que son motivos surrealistas, se puede concluir que Buñuel logró su objetivo de hacer una película surrealista.

## Forma
Desde el mismo comienzo de la película, tan desconcertante, tan incoherente aparentemente con el resto: el documental sobre los escorpiones y su modo de vida, aprecia el espectador una y otra vez imágenes absurdas, desagradables, asquerosas, dolorosas, hilarantes, impactantes y hasta indignantes, que son expresión típica de un contenido surrealista.
Aquí es donde está el gran mérito de L'âge d'or, pues no queda estancada en los meros juegos formales, no se detiene en la recreación de metáforas o asociaciones novedosas (como sucede en Un chien andalou) sino que va más allá y todo este tipo de novedades y riesgos plásticos llevan detrás una importante carga significativa que es realmente surrealista.
Algunas de las escenas más llamativas o significativas de la película son:
1. Imagen de los esqueletos de los obispos, vestidos aún con sus ropas, sobre un acantilado y cantando el Dies Irae (típico canto de las celebraciones fúnebres) -símbolo de la decadencia de la Iglesia como institución y, por tanto, absurdo de su existencia, como absurda y atípica es esta imagen.
2. Superposición de la escena de lascivia entre los dos amantes en el barro, con la visión del retrete y los excrementos -conjunción del amor con la podredumbre.
3. En la Roma Imperial, visiones de los dos amantes por separado, pensando en el otro, puesto que no pueden estar juntos -todas guardan relación con el deseo sexual (hombre que camina con un cartel publicitario de unas piernas en la cabeza) o la masturbación (dedo vendado de Lya Lys, vaca sobre su cama como símbolo de su aburrimiento sexual).
4. La escena de la casa de los padres de ella, la fiesta aristocrática a la que están invitados los “mallorquines” (nombre que se le da en la película a la gente de clase social alta, a la jerarquía), es el mejor y más completo ejemplo de collage de toda la película: absurdo como el paso de los campesinos en carro, bebiendo vino, sin que nadie note su presencia; horror de la muerte del hijo del guardabosques, a quien éste asesina de un disparo por haberle tirado el cigarrillo bromeando; violencia gratuita en la muerte de la criada en la cocina en llamas; feticihismo de Gaston Modot al aparecer en la fiesta llevando de la mano un vestido igual al de Lya Lys; ridiculización del clero al aparecer uno de los maristas fumando mientras toca el violín, insectos sobre la cara del padre de Lya Lys, etc. Es, pues, tal la concentración de símbolos e imágenes típicos del surrealismo y tan poderosa la carga significativa que tienen detrás, todos condensados en el mismo tiempo y el mismo espacio, que puede decirse que toda esta escena es la más rica y fascinante de toda la película, tan surrealista.
5. En el jardín de la casa aristocrática, donde los amantes se han citado, se resuelve el conflicto constante de la película: el de la imposibilidad de satisfacer el amor y el deseo que los une, pues siempre se interpone un obstáculo entre ambos. En este caso, será el poder civil (representado por la llamada del Ministro del Interior a Gaston Modot) y la “vejez” (pues Lya Lys le abandona por el director de orquesta, un hombre anciano). Formalmente, toda esta situación va acompañada de palabras de reproche del Ministro del Interior a Gaston Modot, la visión de la decadencia y la violencia en el ojo ensangrentado de él o la visión de ambos, ya ancianos. Pero, sobre todo, resulta una novedad el uso de la voz en off, por primera vez en la historia del cine: Lya Lys dice, totalmente fuera de contexto: “!Qué alegría haber matado a nuestros hijos!”, mientras suena el pasaje de la muerte de Tristán e Isolda de fondo - conjunción de Eros y Thanatos.
6. Ataque de celos de Gaston Modot acompañado del sonido de los tambores de Calanda (que Buñuel empleaba en momentos de crisis de los personajes o situaciones muy extremas) y del absurdo de los objetos que arroja por la ventana de la habitación de ella: un pino en llamas (destrucción de la naturaleza), un arzobispo, un arado, el cetro del arzobispo, una jirafa (guiño humorísitco, pues esta, en falso raccord, no cae al suelo como las demás piezas, sino que cae al mar) y las plumas de la almohada que ha destrozado antes.
7. Formalmente, la última escena, donde aparece el Marqués de Sade (llamado aquí duque de Blangis) puede interesar en cuanto a la forma en que es enlazada con la escena anterior, yuxtaponiéndolas en el tiempo pero dando un salto espacial obvio y, sobre todo, el humor. Blangis/Sade caracterizado como Jesucristo, sus acompañantes vestidos a la usanza del siglo XVIII, reaparición del duque sin barba tras matar a la chica que gritaba desde el interior del castillo, humor que encierra una bomba de crítica y provocación más que evidente.
8. El cierre del filme, la imagen de la cruz sobre la que se amontonan cabellos (hace referencia a una experiencia en la residencia de estudiantes durante la visita a un cementerio, donde pudo ver el cabello de una mujer fallecida saliendo de una tumba medio abierta) sigue la línea formal comentada líneas arriba y deja al espectador sorprendido y, sin duda alguna, perplejo.

Tras esta somera descripción de los aspectos formales surrealistas en las escenas más relevantes de la película, no es posible olvidar el sonido de la cinta, en el que el juego con las voces (voz en off, voz cómica para el discurso de albañilería del fundador de Roma...), los elementos sorprendentes (tambores de Calanda acompañando al protagonista en un momento de crisis) o la música (clásica, con un lugar preeminente del pasaje de la muerte de Tristán e Isolda de la ópera de Richard Wagner, con una carga trágica que sirve de contrapunto para muchas escenas cómicas), todos estos aspectos son también muy relevantes en el total de la película y, sin ellos, la forma “surrealista” de la que hablamos quizá no sería tan completa.
Collage, absurdo, asociaciones arriesgadas, superposición de imágenes, humor (negro también, cómo no), insectos, violencia, sexo, fetichismo, imágenes de podredumbre y excrementos, ridículo: el espectador, al reunir todos estos elementos formales, percibe rápidamente que se halla ante una obra surrealista y, en el caso de “L'âge d'or”, dicha condición se cumple sin lugar a dudas.

## El cine de Buñuel como una manifestación poética
Lorca, Dalí y Buñuel compartían no solo amistad o diversión durante su época de estudiantes en la Residencia de Estudiantes de Madrid, sino que, de algún modo, compartían también un mismo planteamiento artístico y estético: los tres buscaban un medio de expresión poética adecuado a sus necesidades artísticas propias. En el caso de Lorca, el medio fue la poesía y el teatro; en el de Dalí, la pintura, y Luis Buñuel escoge el camino del cine.
Es fácil, no obstante, encontrar elementos de contacto entre los productos que cada uno de ellos elaboró. Así, la luna, los insectos, la muerte, el sexo, la podredumbre, la liberación pura del ser humano, serán constantes en los trabajos de los tres, elementos poéticos iconizados que nos remiten, directamente, a una época, una manera de sentir y vivir el arte y la poesía.

## Banda sonora
Para la banda sonora, Buñuel escogió fragmentos de obras clásicas. Recogió el tercer movimiento de la Sinfonía n.º 5 de Beethoven, música de Claude Debussy, El Ave Verum Corpus de Wolfgang Amadeus Mozart, de van Parys, la Sinfonía Incompleta de Franz Schubert y el acto III (Mild und leise) de la ópera de Richard Wagner Tristán e Isolda. Además, incluyó los tambores de Calanda y un pasodoble. 